# Трнава (Брасловче)
Трнава (словен. Trnava) — поселення в общині Брасловче, Савинський регіон, Словенія. 
Висота над рівнем моря: 280,6 м.